# Kai Rosenkranz

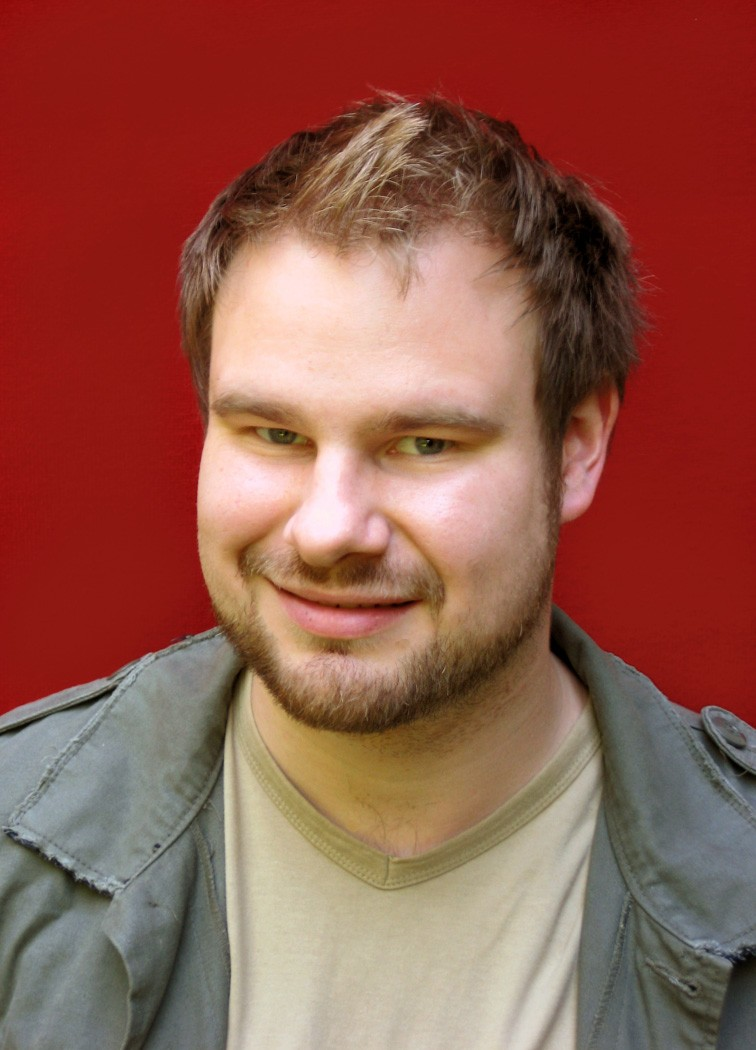
Kai Rosenkranz (2009)

Kai Rosenkranz (* 28. Juli 1980 in Bochum) ist ein deutscher Spieleentwickler, Komponist und Tongestalter.
Er komponierte u. a. die Musik für die Computerspielreihe Gothic und Risen. Zudem betrieb er den YouTube-Kanal KaiRosenkranzMusic mit etwa 7.000 Abonnenten.

## Werdegang
Im Jahr 1998, also bereits während der Schulzeit und noch vor seinem Abitur im darauf folgenden Jahr, begann er seine Tätigkeit bei dem Spieleentwickler Piranha Bytes. Er war dort der Hauptkomponist, Tongestalter, Visual Effects Artist, Tool-Entwickler und Community Manager bei allen Gothic-Spielen und dem ersten Teil von Risen. Für seine Arbeit an Gothic 3 wurde er zweifach mit dem Deutschen Entwicklerpreis 2006 in den Kategorien „Bester Sound“ und „Beste Community-Betreuung“ ausgezeichnet.
Parallel zu seiner Arbeit bei Piranha Bytes studierte er von 2004 bis 2007 an der FH Gelsenkirchen Medieninformatik.
Im Jahr 2009 gründete er die Nevigo GmbH in Bochum, wo er bis zur Insolvenz im Jahr 2014 als Geschäftsführer aktiv und federführend für die Konzeption des Entwicklungstools articy:draft verantwortlich war. 2014 startete er eine erfolgreiche Crowdfunding-Kampagne zur Finanzierung seines Albums Journey Home. Die Kampagne sammelte bisher über 37.000 Euro ein, das Album ist bis heute nicht erschienen. Dennoch führte dies dazu, dass er von Andreas Suika für die Komposition des Spiels The Long Journey Home engagiert wurde. 2016 stieg er bei Nevigo aus und konzentrierte sich wieder ausschließlich auf seine Kompositionsarbeiten.
An der Entstehung des Gothic-Remakes, das von Alkimia Interactive entwickelt wird, ist Rosenkranz wieder als Komponist beteiligt.

## Spiele
- 2001: Gothic
- 2002: Gothic II
- 2003: Gothic II: Die Nacht des Raben
- 2006: Gothic 3
- 2009: Risen
- 2017: The Long Journey Home[7]
- 2018: Pizza Connection 3
- 2018: Aquanox Deep Descent
- 2018: Leisure Suit Larry: Wet Dreams Don’t Dry[8]
- 2018: Hanse – Imperium der Kaufleute[9]

## Preise
- 2006: Deutscher Entwicklerpreis für Gothic 3 (Bester Sound)[3]
- 2006: Deutscher Entwicklerpreis für Gothic 3 (Beste Community-Betreuung)[3]
- 2018: Deutscher Computerspielpreis für The Long Journey Home (Beste Inszenierung)